# Liste der Abgeordneten zum Südtiroler Landtag (XVII. Legislaturperiode)
Die Liste der Abgeordneten zum XVII. Südtiroler Landtag listet alle bei der Landtagswahl 2023 gewählten Abgeordneten und etwaige Nachrücker auf.

## Abgeordnete
| Name                   | Partei bzw. Liste      | Vorzugsstimmen |
| ---------------------- | ---------------------- | -------------- |
| Philipp Achammer       | Südtiroler Volkspartei | 16.812         |
| Daniel Alfreider       | Südtiroler Volkspartei | 10.919         |
| Magdalena Amhof        | Südtiroler Volkspartei | 5.967          |
| Myriam Atz Tammerle    | Süd-Tiroler Freiheit   | 8.825          |
| Christian Bianchi      | Lega                   | 4.398          |
| Peter Brunner          | Südtiroler Volkspartei | 14.375         |
| Andreas Colli 1        | JWA                    | 4.370          |
| Waltraud Deeg          | Südtiroler Volkspartei | 10.985         |
| Brigitte Foppa         | Verdi Grüne Vërc       | 11.772         |
| Marco Galateo          | Fratelli d’Italia      | 2.993          |
| Angelo Gennaccaro      | La Civica              | 3.190          |
| Renate Holzeisen       | Vita                   | 5.446          |
| Sven Knoll             | Süd-Tiroler Freiheit   | 25.290         |
| Paul Köllensperger     | Team K                 | 15.409         |
| Arno Kompatscher       | Südtiroler Volkspartei | 58.771         |
| Andreas Leiter Reber 2 | Die Freiheitlichen     | 5.320          |
| Franz Locher           | Südtiroler Volkspartei | 7.777          |
| Ulli Mair              | Die Freiheitlichen     | 7.883          |
| Hubert Messner         | Südtiroler Volkspartei | 30.605         |
| Josef Noggler          | Südtiroler Volkspartei | 6.117          |
| Zeno Oberkofler        | Verdi Grüne Vërc       | 4.389          |
| Rosmarie Pamer         | Südtiroler Volkspartei | 12.289         |
| Alex Ploner            | Team K                 | 5.993          |
| Franz Ploner           | Team K                 | 6.950          |
| Hannes Rabensteiner    | Süd-Tiroler Freiheit   | 4.624          |
| Sandro Repetto         | Partito Democratico    | 2.703          |
| Maria Elisabeth Rieder | Team K                 | 12.496         |
| Madeleine Rohrer       | Verdi Grüne Vërc       | 6.412          |
| Anna Scarafoni         | Fratelli d’Italia      | 1.941          |
| Arnold Schuler         | Südtiroler Volkspartei | 8.340          |
| Harald Stauder         | Südtiroler Volkspartei | 5.871          |
| Luis Walcher           | Südtiroler Volkspartei | 10.120         |
| Thomas Widmann         | Südtirol mit Widmann   | 6.928          |
| Jürgen Wirth Anderlan  | JWA                    | 14.042         |
| Bernhard Zimmerhofer   | Süd-Tiroler Freiheit   | 4.505          |

1 Colli erklärte am 23. Oktober 2024 seinen Austritt aus der JWA-Fraktion und gründete in der Folge die Fraktion Wir Bürger – Noi cittadini.
2 Leiter Reber erklärte am 19. Februar 2024 seinen Austritt aus der Fraktion der Freiheitlichen und gründete in der Folge die Freie Fraktion.